# 69 Hesperia
A 69 Hesperia a Naprendszer kisbolygóövében található aszteroida. Giovanni Schiaparelli fedezte fel 1861. április 26-án.